# Rage (T'Pau)
Rage è il secondo album del gruppo inglese T'Pau, pubblicato nel 1988 dalla Virgin Records.

## Tracce
1. Arms of Love (Carol Decker, Ron Rogers) - 3:34
2. Only the Lonely (Decker, Rogers) - 4:24
3. Running Away (Decker, Rogers)
4. Between the Lines (Decker, Rogers, Michael Chetwood, Paul Jackson, Tim Burgess, Dean Howard) - 3:30
5. Road to Our Dream (Decker, Rogers) - 4:40
6. Island (Decker, Rogers) - 5:16
7. Heaven (Decker, Rogers) - 3:30
8. Taking Time Out (Decker, Rogers) - 3:30
9. Secret Garden (Decker, Rogers) - 4:06
10. Time Will Tell (Decker, Rogers) - 3:38
11. This Girl (Decker, Rogers) - 4:02 (non inclusa nella versione in vinile e musicassetta)

## Formazione
- Carol Decker: voce
- Ronnie Rogers: chitarre
- Dean Howard: chitarre
- Michael Chetwood: tastiere
- Paul Jackson: basso
- Tim Burgess: batteria